# Делтона (Флорида)
Делтона (енгл. Deltona) град је у америчкој савезној држави Флорида. По попису становништва из 2010. у њему је живело 85.182 становника.

## Демографија
Према попису становништва из 2010. у граду је живело 85.182 становника, што је 15.639 (22,5%) становника више него 2000. године.
| Група             | 2000.          | 2010.          |
| Белци             | 50.540 (72,7%) | 48.502 (56,9%) |
| Афроамериканци    | 4.848 (7,0%)   | 9.271 (10,9%)  |
| Азијати           | 650 (0,9%)     | 1.074 (1,3%)   |
| Хиспаноамериканци | 12.747 (18,3%) | 25.734 (30,2%) |
| Укупно            | 69.543         | 85.182         |